# Infrarouge (roman)
Infrarouge est un roman écrit en français par Nancy Huston publié le 15 mai 2010 aux éditions Actes Sud.

## Résumé
Rena Greenblatt, une photographe de presse de 45 ans vivant à Paris, part en vacances une semaine à la fin du mois d'octobre 2005 avec son père Simon et sa belle-mère Ingrid en Toscane pour découvrir les beautés de Florence et de la campagne environnante. Ce voyage devient rapidement une épreuve pour elle en raison des différences d'attentes entre elle et la femme de son père ainsi que tous les souvenirs troublants de son enfance avec son père, sa mère (qui partit subitement du foyer familiale à la suite de la découverte de l'infidélité de son époux couverte de plus par Rena), et son frère qui remontent à la surface de sa mémoire et de sa conscience dans un dialogue intérieur avec sa petite voix qu'elle nomme Subra, anagramme d'Arbus, sa photographe favorite. Rena est de plus une femme libérée, féministe, jouisseuse de la vie et des hommes dont elle aime plus que tout depuis sa plus petite enfance le contact, le désir, et les sexes. À la recherche d'un certain mystère, son travail artistique consiste depuis des années à capter avec une pellicule sensible aux infrarouges le moment de la jouissance du corps et du visage de celui qu'elle voit au moment de l'acte d'amour.
Aziz, le troisième mari de Rena, très impliqué dans le travail social auprès des jeunes de la banlieue parisienne ne cesse de l'appeler et de l'inciter fortement à rentrer au plus vite à Paris pour être à ses côtés et couvrir les émeutes dans les banlieues qui éclatent à partir du 27 octobre. Cependant, ce voyage, qu'elle dédie entièrement à son père dont elle est très proche et qui semble ne pas être au mieux de sa forme, et sa nature rebelle à toute requête insistante de la part d'autrui, la font refuser sèchement à plusieurs reprises la demande de son époux.

## Accueil critique
Bernard Pivot dans sa critique du roman pour Le Journal du dimanche souligne l'extrême sensualité du roman et « le magnétisme de l’écriture de Nancy Huston » en déclarant que les scènes d'érotisme ont « exercé sur [lui] un charme dont on voit bien qu’il a été fort ». Il souligne également « un franc-parler talentueux, très romanesque, qui bouscule les codes de la morale, de la famille, du couple et même de la liberté ». René de Ceccatty dans Le Monde salue les qualités de Huston pour décrire la vie intime de Rena et juge que c'est l'« aspect introspectif, du livre, qui est à la fois le plus séduisant et le plus polémique » notamment dans la description des rapports familiaux, des rapports moraux et de force entre l'individu et la société tout en étant critique sur l'aspect formel utilisé par l'auteure où la « multiplication des références culturelles [...] oblige le lecteur à une sorte d'acrobatie intellectuelle où la narration laisse fuir son fil ».
Des critiques négatives en revanche qualifient le livre de « clichés de vacances » où « la libido débridée de son héroïne paraît pour le moins démesurée » et perçoivent un « récit alambiqué et fabriqué » tout en reconnaissant que les scènes « où elle épingle le machisme figurent parmi les plus réussies du livre ». Le prix parodique « Bad Sex in Fiction Award » 2012 a également été décerné à son auteure pour Infrarouge.

## Éditions
- Actes Sud, 2010  (ISBN 978-2-7427-9107-1) ; rééd. collection Babel, 2012  (ISBN 978-2330006570).

## Concert littéraire
- 2013 : Rena et les monothéismes, d'après le roman Infrarouge, lecture-concert de l'auteure, avec le pianiste et compositeur Édouard Ferlet, festival littéraire Québec en toutes lettres[5], Chapelle Musée de l'Amérique francophone, Québec, octobre 2013.